# Stronalsite
La stronalsite è un minerale appartenente al gruppo del feldspato.